# Збірна Лесото з футболу
Збірна Лесото по футболу — національна збірна Лесото, контролюється Футбольної асоціацією Лесото. За всю свою історію збірна жодного разу не проходила кваліфікацію ні на Чемпіонат світу, ні на Кубку африканських націй.

## Досягнення
- Кубок КОСАФА
  -  Фіналіст (1): 2000

## Чемпіонат світу
- 1930–1970 — не брала участі
- 1974 — не пройшла кваліфікацію
- 1978 — не брала участі
- 1882 — не пройшла кваліфікацію
- 1886 — відмовилась від участі
- 1990 — відмовилась від участі
- 1994 — не брала участі
- 1998 — не брала участі
- 2002-2010 — не пройшла кваліфікацію

## Кубок Африки
- 1957–1972 — не брала участі
- 1974 — не пройшла кваліфікацію
- 1976 — відмовилась від участі
- 1978 — не брала участі
- 1980 — не пройшла кваліфікацію
- 1982 — не пройшла кваліфікацію
- 1984 — відмовилась від участі
- 1986 — не брала участі
- 1988 — відмовилась від участі
- 1990 — не брала участі
- 1992 — не брала участі
- 1994 — не пройшла кваліфікацію
- 1996 — відмовилась від участі під час кваліфікації
- 1998 — дискваліфікована
- 2000–2010 — не пройшла кваліфікацію
- 2012 — не брала участі
- 2013 — не пройшла кваліфікацію
- 2015
- 2017
- 2019
- 2021— не пройшла кваліфікацію
- 2023 — не пройшла кваліфікацію

## Склад команди
Наступні гравці були викликані в рамках кваліфікації Кубку африканських націй 2015 на матч проти Ліберії
| №  | Поз. | Гравець            | Дата народження (вік)       | Ігри | Голи | Клуб                   |
| -- | ---- | ------------------ | --------------------------- | ---- | ---- | ---------------------- |
| 1  | ВР   | Мохау Коенане      | 27 грудня 1984 (40 років)   | 7    | 0    | Ліолі                  |
| 16 | ВР   | Лікано Мфузі       |                             | 0    | 0    | Сили оборони Лесото    |
| 22 | ВР   | Кананело Макхооане | 11 травня 1992 (33 роки)    | 0    | 0    | Ліхопо                 |
|    |      |                    |                             |      |      |                        |
|    | ЗХ   | Сепіріті Малефане  | 8 серпня 1994 (30 років)    | 2    | 0    | Блумфонтейн Селтік     |
|    | ЗХ   | Басія Макепе       | 4 березня 1991 (34 роки)    | 0    | 0    | Лесото                 |
|    | ЗХ   | Тлале Маіле        | 16 серпня 1987 (37 років)   | 5    | 1    | Банту                  |
|    | ЗХ   | Табо Мусуалле      | 18 квітня 1985 (40 років)   | 27   | 2    | Ліолі                  |
|    | ЗХ   | Нкау Лерозолі      | 27 вересня 1990 (34 роки)   | 17   | 0    | Матлама                |
| 14 | ЗХ   | Боканг Мазона      | 2 грудня 1987 (37 років)    | 17   | 2    | Ліхопо                 |
|    | ЗХ   | Цоанело Коетле     | 22 листопада 1992 (32 роки) | 24   | 0    | Ліолі                  |
|    |      |                    |                             |      |      |                        |
|    | ПЗ   | Еммануель Лекханя  | 24 червня 1992 (32 роки)    | 2    | 0    | Ліхопо                 |
|    | ПЗ   | Макара Нтаіцане    |                             | 1    | 0    | Ліхопо                 |
|    | ПЗ   | Фафа Тцосане       |                             | 1    | 0    | Матлама                |
| 4  | ПЗ   | Мотлалепула Мофоло | 7 липня 1986 (38 років)     | 16   | 0    | МК Саїда               |
|    | ПЗ   | Кхото Сесіньї      | 6 березня 1977 (48 років)   | 17   | 0    | Виправна Служба Лесото |
| 12 | ПЗ   | Буші Молацане      | 2 січня 1984 (41 рік)       | 26   | 1    | Ліолі                  |
|    |      |                    |                             |      |      |                        |
| 11 | НП   | Цепо Сутурумане    | 6 липня 1992 (32 роки)      | 2    | 0    | Ліолі                  |
| 17 | НП   | Тхуло Ранчобе      | 18 лютого 1983 (42 роки)    | 16   | 0    | Виправна Служба Лесото |
|    | НП   | Цепо Лекхоана      | 7 вересня 1988 (36 років)   | 10   | 1    | Малуті ФЕТ Коледж      |
|    | НП   | Запело Тале        | 22 квітня 1988 (37 років)   | 13   | 1    | Ліхопо                 |

## Нещодавні виклики
| №  | Поз. | Гравець               | Дата народження (вік)        | Ігри | Голи | Клуб                    |
| -- | ---- | --------------------- | ---------------------------- | ---- | ---- | ----------------------- |
|    | ВР   | Літебохо Мокхесі      | 17 травня 1985 (40 років)    | 1    | 0    | Матлама                 |
| 16 | ВР   | Пхасумане Кхолуоле    | 29 квітня 1983 (42 роки)     | 7    | 0    | Виправна Служба Лесото  |
|    | ЗХ   | Тхабісо Маіле         | 27 січня 1987 (38 років)     | 11   | 2    | Банту                   |
|    | ЗХ   | Нгоако Мафееле        | 23 липня 1989 (35 років)     | 2    | 0    | Ліолі                   |
| 5  | ЗХ   | Мохафі Нтобо          | 7 травня 1984 (41 рік)       | 13   | 0    | Матлама                 |
|    | ПЗ   | Мосіуоа Босека        | 31 грудня 1991 (33 роки)     | 2    | 0    | Банту                   |
|    | ПЗ   | Тумело Беренг         | 8 січня 1992 (33 роки)       | 1    | 0    | Хайлендс Парк           |
|    | ПЗ   | Моізері Нтобо         | 14 листопада 1979 (45 років) | 16   | 0    | Виправна Служба Лесото  |
|    | ПЗ   | Тхапело Мокхеле       | 18 квітня 1986 (39 років)    | 21   | 1    | Банту                   |
|    | ПЗ   | Джеремая Камеле       | 18 квітня 1986 (39 років)    | 21   | 1    | Джой                    |
|    | ПЗ   | Лібіє Моєла Леціє     | 23 серпня 1984 (40 років)    | 5    | 0    | Сили оборони Лесото     |
|    | ПЗ   | Молі Лесеса           | 1 квітня 1984 (41 рік)       | 13   | 1    | Джой                    |
|    | ПЗ   | Селло Мусо            | 3 березня 1986 (39 років)    | 22   | 4    | Ліхопо                  |
|    | ПЗ   | Таелі Рамашалане      | 1 лютого 1984 (41 рік)       | 3    | 0    | Виправна Служба Лесото  |
|    | ПЗ   | Молефе Лекоекое       | 26 лютого 1990 (35 років)    | 3    | 0    | Сили оборони Лесото     |
|    | ПЗ   | Н'якхане Н'якхане     | 1 листопада 1973 (51 рік)    | 3    | 0    | Ліхопо                  |
|    | ПЗ   | Ліре Фірі             | 29 січня 1979 (46 років)     | 4    | 0    | Сили оборони Лесото     |
| 2  | ПЗ   | Ралекоті Мокхахлане   | 3 червня 1986 (39 років)     | 17   | 0    | Бальцерс                |
| 8  | ПЗ   | Молібелі Янефеке      | 25 вересня 1986 (38 років)   | 2    | 0    | Сили оборони Лесото     |
| 10 | ПЗ   | Катлехо Молеко        | 28 серпня 1986 (38 років)    | 15   | 0    | Сантос                  |
| 15 | ПЗ   | Літшепе Марабе        | 20 лютого 1992 (33 роки)     | 4    | 1    | Банту                   |
| 19 | ПЗ   | Мабуті Потлоане       | 15 січня 1986 (39 років)     | 4    | 0    | Лінаре                  |
|    | НП   | Санні Яне             | 17 липня 1991 (33 роки)      | 2    | 0    | Вілмінгтон Хаммерхедз   |
|    | НП   | Мокоенан'яне Моахлолі | 22 червня 1984 (40 років)    | 0    | 0    | Сили оборони Лесото     |
| 7  | НП   | Лехломела Рамабеле    | 14 квітня 1992 (33 роки)     | 10   | 1    | Ботсвана Діфенс Форс XI |
| 9  | НП   | Тсіу Мооросі          | 11 травня 1987 (38 років)    | 0    | 0    | Лінаре                  |
|    | НП   | Дломо Монафазі        | 9 вересня 1987 (37 років)    | 5    | 0    | Банту                   |
|    | НП   | Мфо Маціньяне         | 23 жовтня 1983 (41 рік)      | 1    | 0    | Банту                   |
|    | НП   | Реітумеце Молойсане   | 17 лютого 1985 (40 років)    | 13   | 1    | Виправна Служба Лесото  |
|    | НП   | Моконе Марабе         | 17 лютого 1977 (48 років)    | 4    | 0    | Банту                   |
|    | НП   | Мокхеті Мацора        | 15 листопада 1984 (40 років) | 2    | 0    | ЛМПС                    |
|    | НП   | Катлено Молеко        | 24 серпня 1986 (38 років)    | 4    | 0    | Ліхопо                  |

## Відомі тренери
| - Ейпріо Пхумо (1979–95) - Лефа Рамакау (2000–??) - Монахенг Мон'яне (2003–04) | - Антойне Хай (2004–06) - Мотхео Мохапі (2006–07) - Завіша Милославлевич (2007–09) | - Леслі Нотши (2009, в.о.) - Леслі Нотши (2011–13) - Сіфефе Матете (2014–) |